# Zinacatepec
Zinacatepec è una municipalità dello stato di Puebla, nel Messico centrale, il cui capoluogo è la località di San Sebastián Zinacatepec.
Conta 15.599 abitanti (2010) e ha una estensione di 62,94 km². 	 	
Il significato del nome della località in lingua nahuatl è collina dei pipistrelli.